# Шпанут, Рон
Рон Шпанут (нем. Ron Spanuth; род. 25 марта 1980, Рула, Тюрингия) — немецкий лыжник, призёр чемпионата мира 2001 года.

## Карьера
В Кубке мира Рон Шпанут дебютировал в декабре 1999 года, в январе 2001 года единственный раз в своей карьере попал в десятку лучших на этапе Кубка мира, в гонке на 30 км. Кроме этого имеет 2 попадания в тридцатку лучших на этапах Кубка мира. Лучшим достижением Шпанута в общем итоговом зачёте Кубка мира является 61-е место в сезоне 2000/01.
На чемпионате мира 2001 года в Лахти завоевал бронзу в эстафетной гонке, кроме того занял 18-е место вгонке на 50 км свободным стилем и 25-е место вгонке преследования на 20 км.
Несмотря на то, что Шпанут был двукратным чемпионом мира среди юниоров и считался одним из наиболее талантливых немецких лыжников, он в 22 года ушёл из профессионального спорта, решив больше времени уделять семье.